# Admiral-Makarow-Universität für Schiffbau

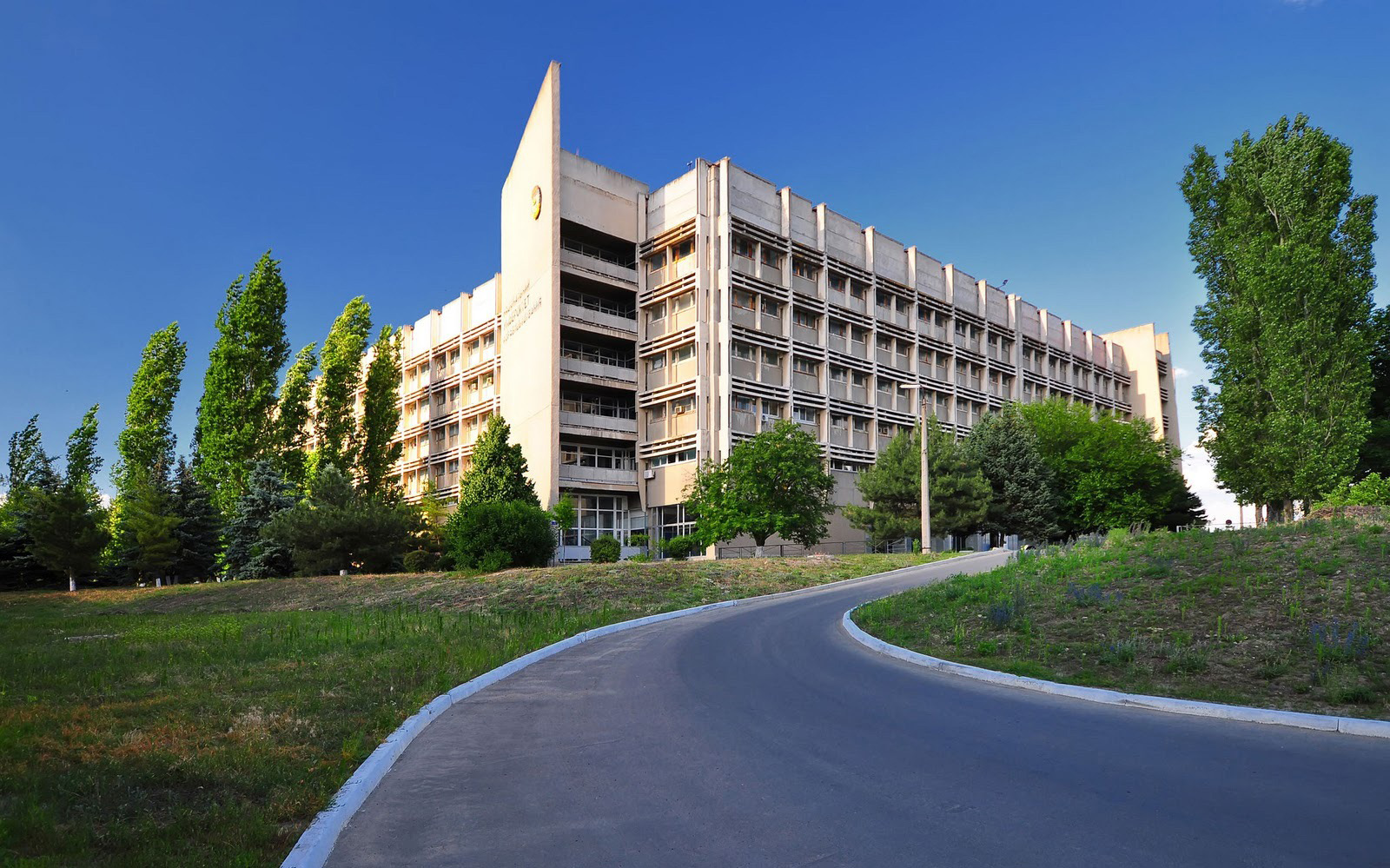

Die Admiral-Makarow-Universität für Schiffbau (ukrainisch Національний університет кораблебудування імені адмірала Макарова) ist eine technische Hochschule in der Stadt Mykolajiw in der Südukraine. Sie bildet vorwiegend Fachkräfte für die Schiffbauindustrie aus.
Die Hochschule trägt den Namen nach dem in Nikolajew (heute Mykolajiw) geborenen russischen Naturwissenschaftler, Polarforscher und Admiral Stepan Ossipowitsch Makarow.

## Geschichte
Seit der Gründung der Ortschaft im späten 18. Jahrhundert am Unterlauf des Südlichen Bug war Nikolajew eine bedeutende Hafenstadt und Marinebasis des Russischen Kaiserreichs nahe am Schwarzen Meer. Die Mündung des Nebenflusses Inhul in den Südlichen Bug bot einen gut geschützten, natürlichen Hafen nördlich der Stadt, wo Schiffe der russischen Schwarzmeerflotte repariert und auch neu gebaut wurden. In Nikolajew befanden sich zudem die Admiralität der russischen Schwarzmeerflotte, das Marine-Observatorium sowie eine Marineschule. Die am Inhul errichtete Schiffbauwerft bestand unter verschiedenen Namen während der Zeit der Sowjetunion weiter und baute bedeutende Kriegsschiffe der sowjetischen Marine; seit der Unabhängigkeit der Ukraine 1991 wird die Werft Mykolajiw vor allem für den Schiffsunterhalt verwendet. Im 19. und 20. Jahrhundert entwickelte sich wegen der Zunahme der Handelsschifffahrt und nach dem Bau des Eisenbahnanschlusses das vielteilige maritime System der Häfen von Mykolajiw weiter. Die großen Seehäfen befinden sich auf der Südseite der Stadt. Am linken Ufer des Südlichen Bug entstanden zwei weitere Großwerften, die Schwarzmeer-Werft, wo unter anderem die sowjetischen Flugzeug- und Helikopterträger entstanden, und die Werft Okean, die vor allem Frachtschiffe herstellt. Außerdem gibt es in Mykolajiw private Werften, und auch in der Nachbarstadt Cherson am Unterlauf des Dnepr entstanden zwei wichtige Schiffbauwerften.
Wegen der Konzentration der Schiffbauindustrie in der Umgebung des Dnepr-Bug-Liman schuf das Bildungsministerium des Russischen Kaiserreichs in der 1901 gegründeten Technikerschule von Nikolajew auch eine Klasse für Schiffbau und Schiffstechnik. Nach der Entstehung der Sowjetunion entstand daraus im Jahr 1920 eine höhere Technikerschule, die 1930 den Namen Schiffbauinstitut Nikolajew erhielt. Die Ausbildung umfasste neben der Schiffbautechnik auch Metallurgie, Chemie und Thermodynamik. Vor der Besetzung der Ukraine durch die Deutsche Wehrmacht im Zweiten Weltkrieg wurde die Schule nach Stalingrad und später nach Karakol evakuiert; im Oktober 1944 kehrte sie nach Nikolajew zurück.

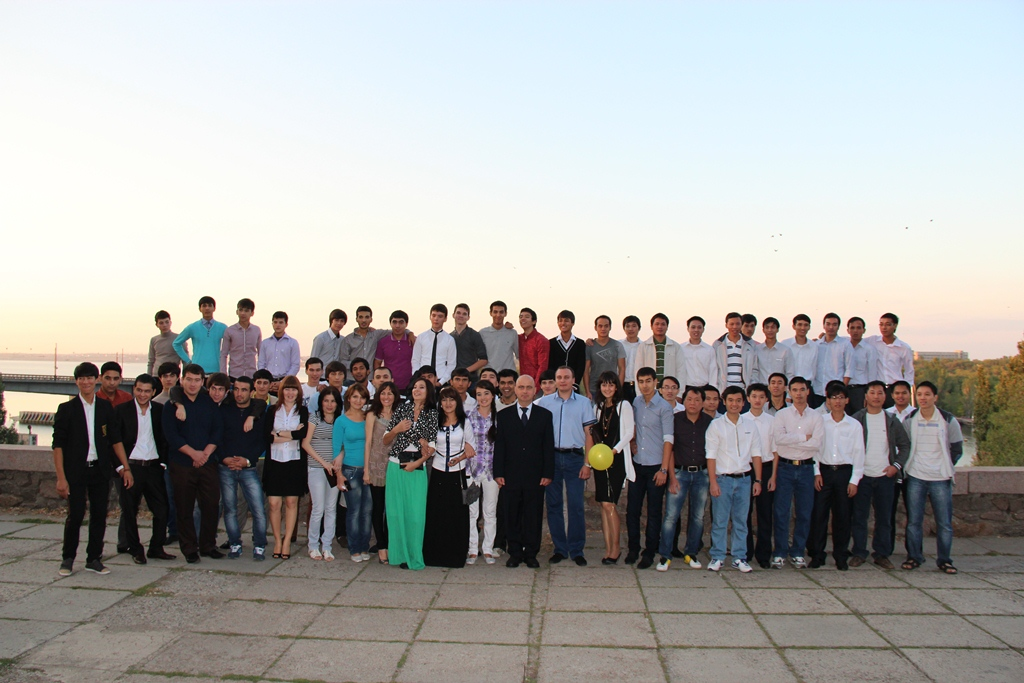
Internationaler Kurs der NUS

Den Namen Admiral-Makarow-Hochschule erhielt das Institut im Jahr 1949, und 1971 bezog es einen neuen Campus außerhalb der Stadt nördlich des Inhul. Im Jahr 1994 gab die Ukraine dem Institut den neuen Namen Ukrainische Staatsuniversität für maritime Technik, kurz Nationaluniversität für Schiffbau (NUS). 2004 erhielt die Schule den offiziellen Namen Admiral-Makarow-Nationaluniversität für Schiffbau. Die technische Universität führt mehrere Institute, einen zweiten Campus in Cherson und eine Übungsschule zur See. Sie richtete ihre Ausbildung nach westeuropäischen Normen aus, schuf ein Wissenschaftszentrum für die internationale Zusammenarbeit und förderte den Studienaustausch mit ausländischen Universitäten.

## Organisation
- Schiffbauinstitut
- EDV-Institut
- Institut für Mechanik
- Institut für Automatisierung und Elektrotechnik
- Geisteswissenschaftliches Institut
- Institut für Fernstudium
- Technisches Institut Perwomaisk
- Schiffbauinstitut Cherson